# Cryptochrostis fulveola
Cryptochrostis fulveola là một loài bướm đêm trong họ Noctuidae.